# Luxemburgs nya spårväg

Bankarta, linje 1

Luxemburgs nya spårväg öppnade i en första etapp i december 2017 på en sträckning mellan Limpertsberg och Kirchberg över Storhertiginnan Charlottebron, och arbete pågår för att förlänga den i östra änden till Luxemburgs flygplats och i den västra änden över Adolphebron till Luxemburgs centralstation och senare till affärsdistriktet Cloche d'Or i stadsdelen Cessange.
Trafiken bedrivs 2020 med 21 tågekipage av typen CAF Urbos, vilka är 45,4 meter långa och tar upp till 450 passagerare vardera. Sammanlagt planeras linjen trafikeras med 32 ekipage efter det att den byggts färdigt.
Spårvägens depå ligger i kanten av Grünewaldskogen i stadsdelen Kirchberg.

## Spårvägsnät i Storhertigdömet Luxemburg
Storhertigdömet Luxemburg har tidigare haft två spårvägsnät. I staden Luxemburgs fanns hästspårväg mellan 1875 och 1908 och en elektrifierad spårväg mellan 1908 och 1964. Det hästdrivna var privat ägt och det elektrifierade offentligägt. Det andra spårvägsnätet drev av "Tramways Intercommunaux du Canton d'Esch" i Esch-sur-Alzette och dess omgivningar mellan 1927 och 1956.

## Bildgalleri

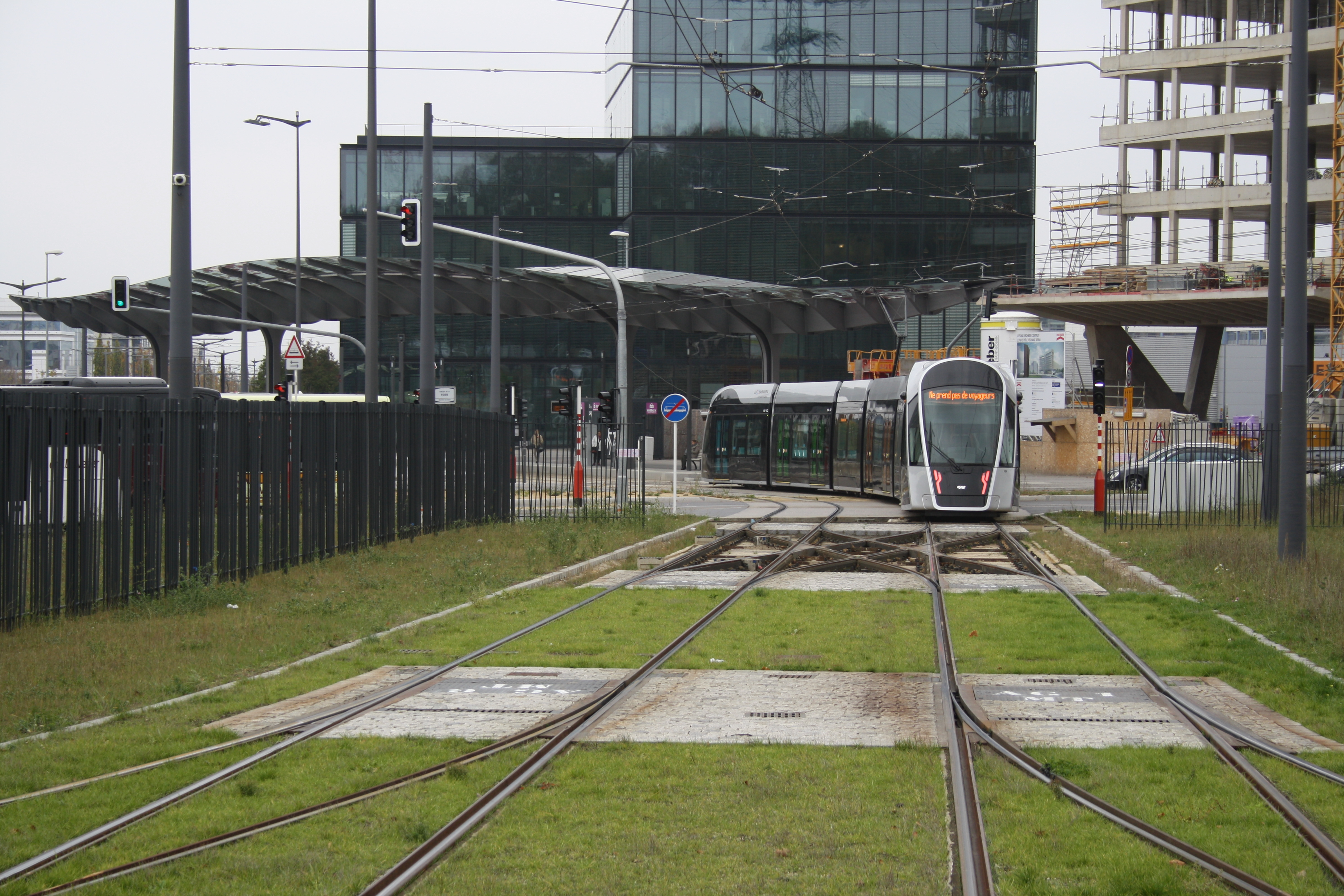
Spårvagn vid Luxexpo i Kirchberg
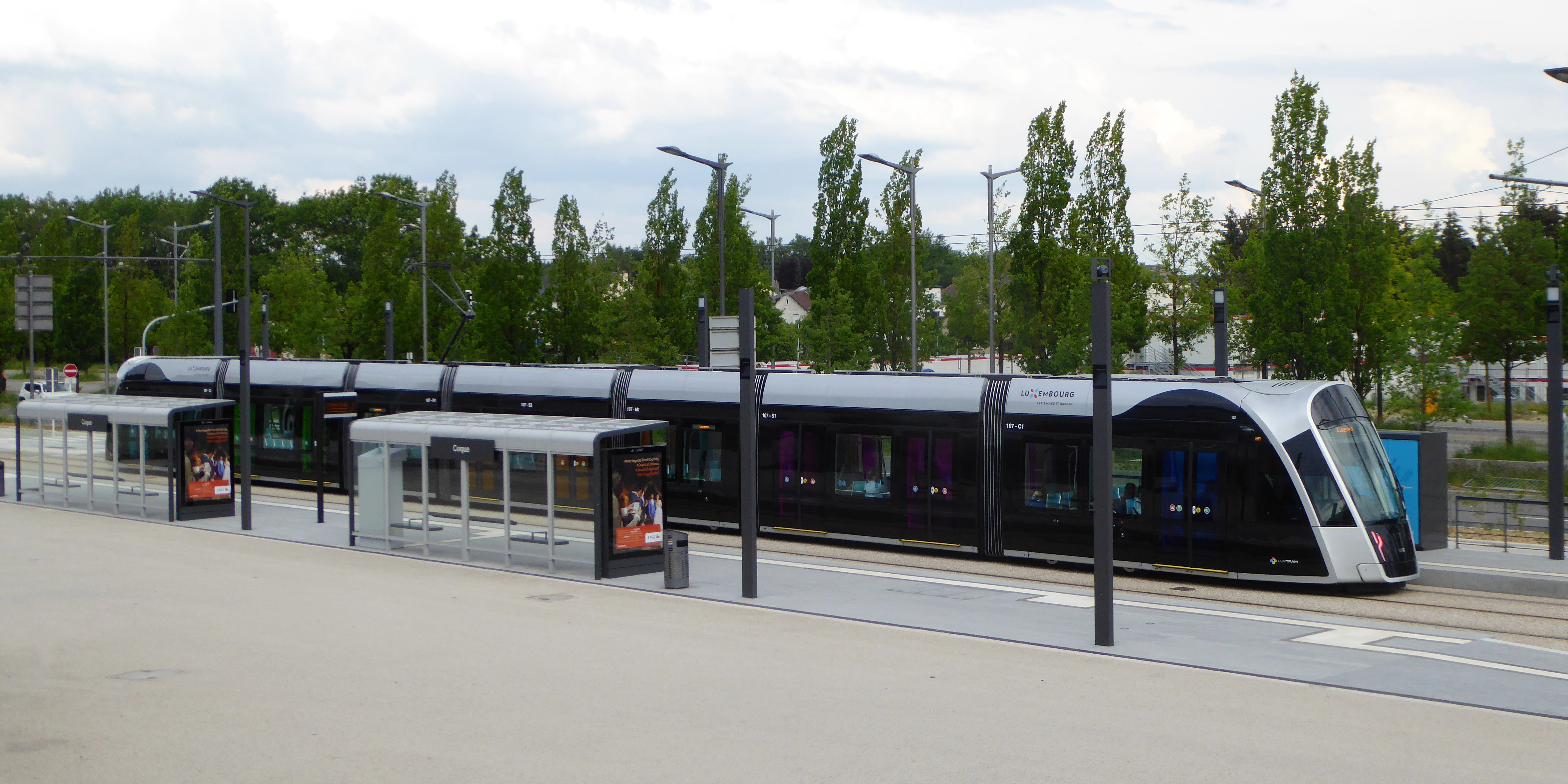
Hållplats Coque i Kirchberg
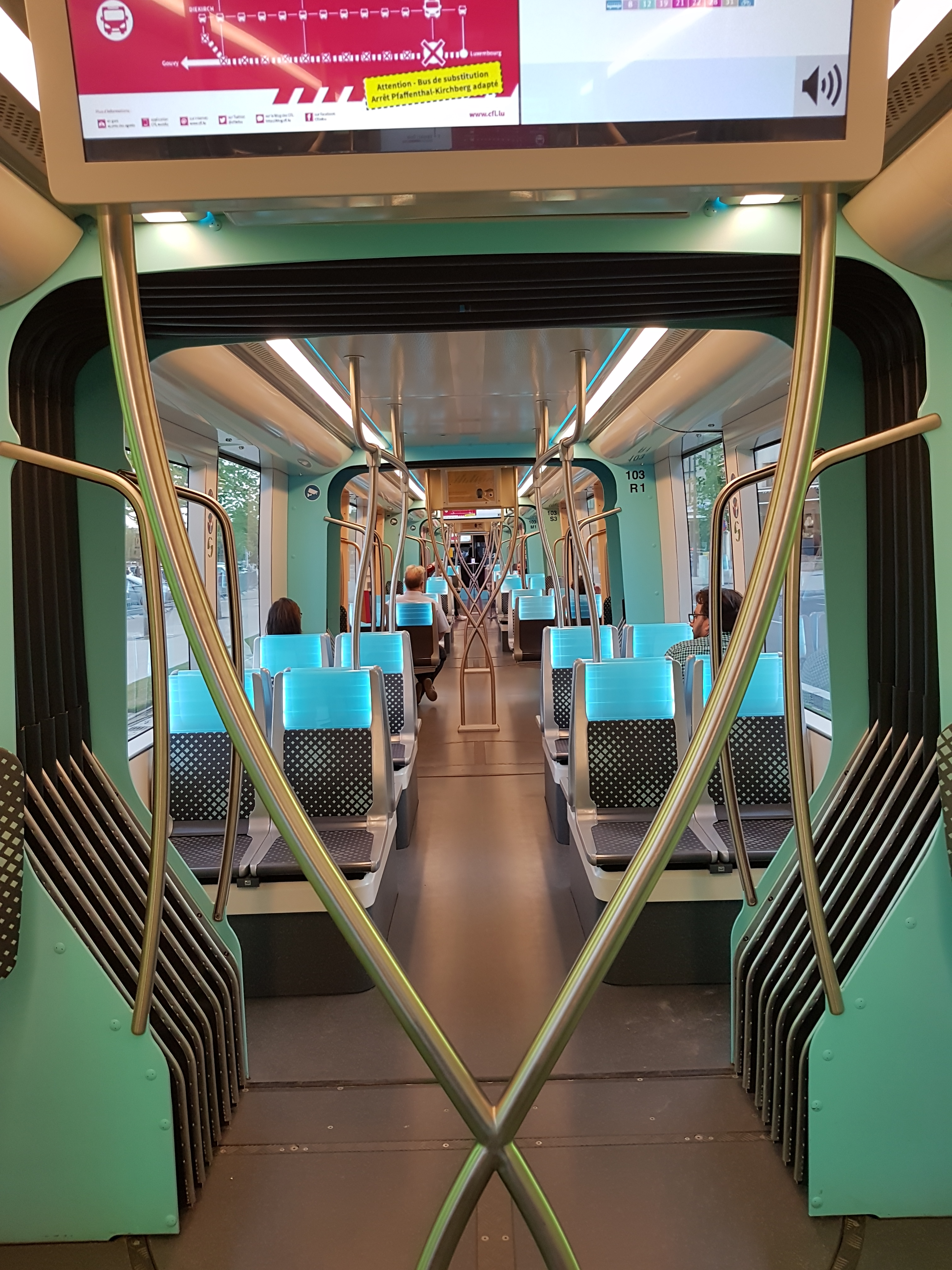
Interiör i en CAF Urbosspårvagn